# Collegezaal

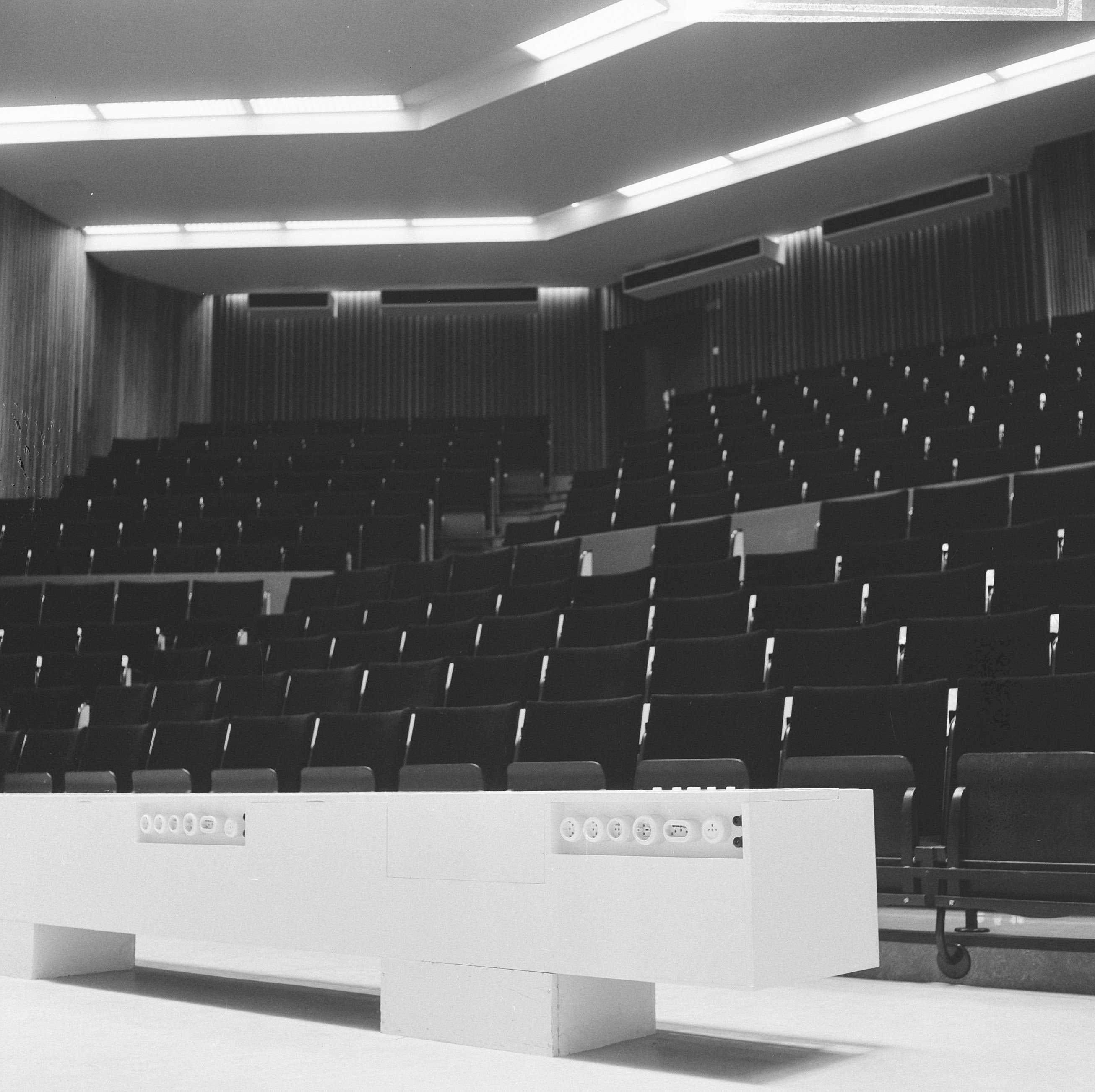

Een collegezaal is een variant op het klaslokaal, doorgaans aanwezig in scholen die hoger onderwijs faciliteren. Een collegezaal wordt doorgaans gebruikt om aan een grote groep leerlingen les te geven, meestal in de vorm van een hoorcollege of lezing. Ook worden in deze zaal de diploma's(bullen) uitgereikt aan afgestudeerde leerlingen.

## Voorzieningen
Voor de leraar, in hoger onderwijs vaak een hoogleraar of professor, zijn er doorgaans een aantal (technische) hulpmiddelen aanwezig, zoals een schoolbord, whiteboard, overheadprojector, beamer of een interactief bord (als alternatief wordt in plaats daarvan ook wel een projectiescherm gebruikt dat vanaf het plafond kan worden neergelaten). In het hoger onderwijs zijn in de collegezaal ook steeds vaker faciliteiten voor opnemen en mogelijk streamen van hoorcolleges beschikbaar.
Voor de leraar is vaak een (hoog) bureau en/of lessenaar aanwezig. De leerlingen nemen plaats op gefixeerde stoelen die vaak in rechte of licht gebogen rijen zijn geplaatst, al dan niet met een (uitklapbaar) werkblad voor zich. Doorgaans zijn de rijen trapsgewijs geplaatst, zodat ook de achterste rijen goed zicht hebben.
Het aantal zitplaatsen varieert sterk, afhankelijk van bijvoorbeeld de faculteit. 

## Didactische ruimte
De collegezaal is volledig gefaciliteerd voor zogenaamd 'docentgestuurd onderwijs' en aldus beperkt in de didactische toepassingen, echter zeer geschikt voor frontale instructie aan grote groepen. In hoger onderwijs is naast het hoorcollege ook het werkcollege gebruikelijk. Dit wordt echter vaak gehouden in kleine klaslokalen met een andere inrichting, welke meer gericht is op een andere didactiek, bijvoorbeeld het aanmoedigen van samenwerking of discussie.